# باتنگ
باتنگ (به لهستانی:  Batyń) یک روستا در لهستان است که در گمینا رانبینو واقع شده‌است. باتنگ ۲۵۰ نفر جمعیت دارد.